# Az Európai Filmakadémia életműdíja
Az Európai Filmakadémia életműdíja (angolul: European Film Academy Lifetime Achievement Award elismerés az 1988-ban alapított Európai Filmdíjak egyike, amelyet az Európai Filmakadémia ítél oda azon filmművészeknek, akik rendkívüli életművükkel, egyedülálló és elkötelezett munkásságukkal nagymértékben hozzájárultak az európai filmművészet hírnevéhez.  A díjátadóra felváltva Berlinben, illetve egy-egy európai városban megrendezett gála keretében kerül sor minden év végén.
A díjazott személyéről az Európai Filmakadémia Igazgatótanácsa dönt.

## Díjazottak
| Év   | Díjazottak             | Tevékenység                                  | Ország                        | Megj.             |
| ---- | ---------------------- | -------------------------------------------- | ----------------------------- | ----------------- |
| 1988 | Ingmar Bergman         | filmrendező, forgatókönyvíró                 | Svédország                    |                   |
| 1988 | Marcello Mastroianni   | színész                                      | Olaszország                   |                   |
| 1989 | Federico Fellini       | filmrendező, forgatókönyvíró                 | Olaszország                   |                   |
| 1990 | Andrzej Wajda          | filmrendező                                  | Lengyelország                 |                   |
| 1991 | Trauner Sándor         | látványtervező                               | Franciaország · Magyarország  |                   |
| 1992 | Billy Wilder           | filmrendező                                  | Ausztria · Egyesült Államok   |                   |
| 1993 | Michelangelo Antonioni | filmrendező, forgatókönyvíró                 | Olaszország                   |                   |
| 1994 | Robert Bresson         | filmrendező                                  | Franciaország                 |                   |
| 1995 | Marcel Carné           | filmrendező                                  | Franciaország                 |                   |
| 1996 | Alec Guinness          | színész                                      | Egyesült Királyság            |                   |
| 1997 | Jeanne Moreau          | színésznő                                    | Franciaország                 |                   |
| 1998 | Jeremy Irons           | színész                                      | Egyesült Királyság            |                   |
| 1999 | Ennio Morricone        | filmzeneszerző                               | Olaszország                   |                   |
| 2000 | Richard Harris         | színész                                      | Írország                      |                   |
| 2001 | Monty Python           | komikuscsoport                               | Egyesült Királyság            |                   |
| 2002 | Tonino Guerra          | forgatókönyvíró, költő                       | Olaszország                   |                   |
| 2003 | Claude Chabrol         | filmrendező                                  | Franciaország                 |                   |
| 2004 | Carlos Saura           | filmrendező                                  | Spanyolország                 |                   |
| 2005 | Sean Connery           | színész                                      | Egyesült Királyság            |                   |
| 2006 | Roman Polański         | filmrendező                                  | Lengyelország · Franciaország |                   |
| 2007 | Jean-Luc Godard        | filmrendező, forgatókönyvíró                 | Franciaország                 |                   |
| 2008 | Judi Dench             | színésznő                                    | Egyesült Királyság            |                   |
| 2009 | Ken Loach              | filmrendező                                  | Egyesült Királyság            |                   |
| 2010 | Bruno Ganz             | színész                                      | Svájc                         |                   |
| 2011 | Stephen Frears         | filmrendező                                  | Egyesült Királyság            |                   |
| 2012 | Bernardo Bertolucci    | filmrendező, forgatókönyvíró                 | Olaszország                   |                   |
| 2013 | Catherine Deneuve      | színésznő                                    | Franciaország                 |                   |
| 2014 | Agnès Varda            | filmrendező, forgatókönyvíró                 | Franciaország                 |                   |
| 2015 | Charlotte Rampling     | színésznő                                    | Egyesült Királyság            | [ * 1 ]           |
| 2016 | Jean-Claude Carrière   | író, forgatókönyvíró, rendező                | Franciaország                 | [ * 2 ]           |
| 2017 | Alekszandr Szokurov    | filmrendező, forgatókönyvíró                 | Oroszország                   | [ * 3 ]           |
| 2018 | Carmen Maura           | színésznő                                    | Spanyolország                 | [ * 4 ]           |
| 2019 | Werner Herzog          | filmrendező, forgatókönyvíró, vágó, producer | Németország                   | [ * 5 ]           |
| 2020 | Nem osztották ki.      | Nem osztották ki.                            | Nem osztották ki.             | Nem osztották ki. |
| 2021 | Mészáros Márta         | filmrendező, forgatókönyvíró                 | Magyarország                  | [ * 6 ]           |
| 2022 | Margarethe von Trotta  | filmrendező, forgatókönyvíró                 | Németország                   | [ * 7 ]           |
| 2023 | Vanessa Redgrave       | színésznő                                    | Egyesült Királyság            | [ * 8 ]           |
| 2024 | Wim Wenders            | filmrendező, forgatókönyvíró                 | Németország                   | [ * 9 ]           |